# Emoia digul
Emoia digul är en ödleart som beskrevs av Brown 1991. Emoia digul ingår i släktet Emoia och familjen skinkar. Inga underarter finns listade i Catalogue of Life.